# William Thomas McKinley

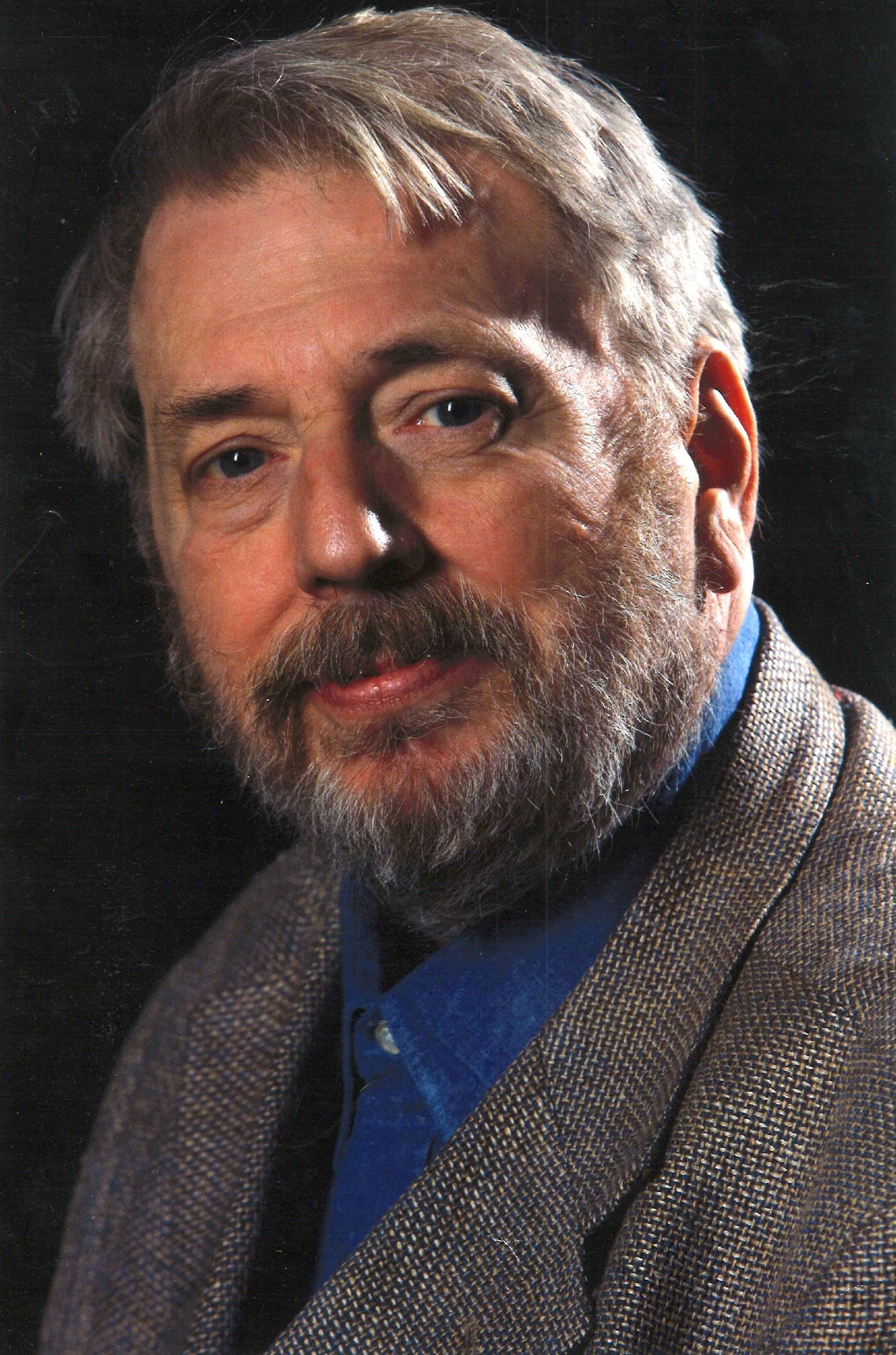
William Thomas McKinley

William Thomas McKinley (* 9. Dezember 1938 in New Kensington, Pennsylvania; auch Tom McKinley; † 3. Februar 2015 in Reading, Massachusetts) war ein US-amerikanischer Komponist und Jazzpianist, der als Hochschullehrer tätig war.

## Leben und Wirken
McKinley hatte als Kind zunächst Schlagzeug-, dann ab dem sechsten Lebensjahr Klavierunterricht. Während seiner Highschoolzeit arbeitete er als Hauspianist in einem Restaurant in Pittsburgh und nahm Improvisationsunterricht bei der Jazzpianistin Carolyn Shankovich. Im Carnegie Institute of Technology studierte er zunächst Klavier bei Leonard Eisner, später Komposition bei Nikolai Lopatnikoff. 1962 erhielt er den BMI Student Composer Awards. Ab 1963 besuchte er die Sommerkurse in Tanglewood, wo er angeleitet durch Aaron Copland, Lukas Foss und Gunther Schuller die serielle Musik kennenlernte, die später für ihn als Kompositionsprinzip leitend wurde. Von 1966 bis 1969 studierte er an der Yale University bei Mel Powell. Hier lernte er den Saxophonisten Les Thimmig und den Klarinettisten Richard Stoltzman kennen, die später wichtige Interpreten seiner Werke wurden. Er unterrichtete während dieser Zeit ein Semester lang Operngeschichte an der SUNY Albany.
Von 1969 bis 1973 unterrichtete McKinley an der University of Chicago. In dieser Zeit erhielt er vom Chicago Symphony Orchestra den Kompositionsauftrag für sein Triple Concerto und spielte als Pianist Ralph Shapeys Rituals ein. 1973 wechselte er an das New England Conservatory of Music, wo er zwanzig Jahre lang als Professor für Komposition und Jazzmusik wirkte. Ab 1975 erhielt er acht Preise des NEA, 1976 wurde er für den Pulitzer-Preis nominiert. Im Folgejahr wurde er für seine Sinfonie Nr. 1 mit dem Minnesota Orchestra 75th Anniversary Prize ausgezeichnet, 1977 erhielt er einen Preis der Massachusetts Arts and Humanities Foundation. Ab 1978 begann seine Zusammenarbeit mit dem Ensemble für Neue Musik Boston Musica Viva unter Leitung von Richard Pittman.
Es folgten zahlreiche Kompositionsaufträge und Aufführungen seiner Werke durch amerikanische und ausländische Orchester wie das Boston Symphony Orchestra unter John Williams, die Seattle Symphony unter Gerard Schwarz, das Pittsburgh New Music Ensemble unter David Stock, das Los Angeles Chamber Orchestra und das Pasadena Symphony Orchestra unter Jorge Mester, die American Symphony unter Robert Black, das  Richmond Symphony Orchestra unter George Manahan, die Rheinische Philharmonie unter James Lockhart und das Queensland Youth Orchestra unter John Curro. Für die Stadt Emsdetten komponierte er den Emsdettener Totentanz.
Neben Richard Stoltzman und Les Thimmig führten Solisten wie Gary Burton, Walter Trampler, Sol Greitzer, Deborah Greitzer, Jeff Silberschlag, Colin Carr, Glenn Dicterow, Karen Dreyfus, Bernard Goldberg, Dave Samuels und Stan Getz Werke McKinleys auf. Mit dem Master Musicians Collective, dessen Gründer und Leiter McKinley ist, führte er Uraufführungen zahlreicher Werke zeitgenössischer Komponisten auf. Als Jazzmusiker arbeitete er u. a. mit Dexter Gordon, Stan Getz, Tom Harrell, Shlomi Goldberg, Miroslav Vitouš, Roy Haynes und Billy Hart zusammen.
Mc Kinley starb am 3. Februar 2015 im Schlaf in seinem Zuhause in Reading, Massachusetts im Alter von 76 Jahren.

## Werke (Auswahl)
Konzerte
- Concerto Fantasy for Viola and Orchestra (1978)
- Against the Distant Bells (1981)
- Concerto No. 1 for Viola and Orchestra (1984)
- American Blues (1986)
- Tenor Rhapsody for Solo Tenor Sax and Orchestra (1988)
- Ancient Memories, Chamber Concerto for Viola and Chamber Ensemble (1989)
- Concerto for Clarinet and Jazz Orchestra (1990)
- Concert Variations for Violin, Viola and Orchestra (1993)

Kammermusik
- Trio for 2 Violins and Viola (1971)
- Little Sonata for Viola, Clarinet and Piano (1973)
- Portraits for Viola Solo (1973)
- Waves, Study for Viola Solo (1973)
- Goodbye for Clarinet and Piano (1981)
- Trio Appassionato for Clarinet, Viola and Piano (1982)
- Samba for Viola and Piano (1984)
- Sonata No. 1 for Viola and Piano (1984)
- Sonata for Clarinet and Piano

## Diskographische Hinweise
- William Thomas McKinley R.A.P. / Marimba Concerto / 13 Dances for Orchestra (Boston Modern Orchestra Project unter Leitung von Gil Rose mit den Solisten Richard Stoltzman und Nancy Zeltsman)

als klassischer Pianist
- Ralph Shapey Rituals, for Symphony Orchestra; String Quartet No. 6 (mit der London Sinfonietta unter Leitung Shapeys; 1972)

als Jazzmusiker
- Life Cycle (mit Tom Harrell, Gary Valente, Joe Lovano, Ed Schuller, Billy Hart;  1982)
- Charles Licata: Plain Talk (mit George Garzone, Gary Peacock, Alex Deutsch; 1992)
- Tom McKinley Trio: Alive at Pittsburgh (mit Rufus Reid und Billy Hart; 1993)
- Tom McKinley – Miroslav Vitous (mit Roger Ryan; 1994)